# マイクスジム
マイクスジム (Mike's Gym) は、オランダの格闘技ジム。2003年に設立。代表者はマイク・パッセニール。
2009年11月26日、ジムの隣のビルから出火した火が移り、ジムが全焼した。
2010年3月29日、ジムを再オープンした。
中学卒業後にオランダに渡った神戸翔太が武者修行を行っていた。

## 主な所属選手
- バダ・ハリ
- メルヴィン・マヌーフ
- ユーリ・メス
- ビヨン・ブレギー
- ポール・デイリー
- ロドニー・グランダー
- ラチッド・ベラニー
- セルゲイ・ラシェンコ
- アルトゥール・キシェンコ
- グーカン・サキ - 2012年にゴールデン・グローリーより移籍。
- ジョーダン・ピケオー
- マサロ・グランダー
- ストーヤン・コプリヴレンスキー